# Балкан експрес
Балкан експрес је југословенски филм направљен 1983. године у режији Бранка Балетића. Главне улоге тумаче Бора Тодоровић, Драган Николић и Тања Бошковић.
Филм је сниман под радним насловом Попај не сме да умре. Након премијере имао је великог успеха код публике, па је 1989. године снимљен наставак — „Балкан експрес 2“, а такође и мини тв серија „Балкан експрес”. У наставку и серији улогу Попаја уместо Драгана Николића преузима Александар Берчек, улогу Лили уместо Тање Бошковић Аница Добра, а улогу Бошка уместо Гојка Балетићa преузима Милан Штрљић.

## Радња
Група ситних лопова и варалица лута по местима прерушена у музички састав „Балкан Експрес“. Почиње окупација и једина брига ових џепароша је како сачувати главу на ветрометини првих ратних страхота.
У том страшном и немилосрдном времену људи са дна израстају из својих, до тада, безначајних судбина и постају трагични хероји свог времена. Црни хумор се преплиће са узбудљивим драмским заплетом, а носталгична музика као да се бори са страхотама рата.
Радња се дешава у Србији окупираној од сила Осовине. У новом окружењу, скривени под Балкан експрес бендом покушавају да се снађу и наравно гледају да профитирају.

## Улоге
| Глумац                   | Улога                       |
| ------------------------ | --------------------------- |
| Бора Тодоровић           | Пик                         |
| Драган Николић           | Попај                       |
| Тања Бошковић            | Лили                        |
| Велимир Бата Живојиновић | Стојчић                     |
| Оливера Марковић         | Тетка                       |
| Радко Полич              | Капетан Дитрих              |
| Бранко Цвејић            | Костица                     |
| Тома Здравковић          | Певач Славуј                |
| Богдан Диклић            | Ернeст (Жути)               |
| Милан Ерак               | Макса                       |
| Гојко Балетић            | Бошко                       |
| Мило Мирановић           | Агент                       |
| Ратко Танкосић           | Келнер                      |
| Предраг Милетић          | Немачки официр Герд         |
| Катица Жели              | Станодавка                  |
| Јосиф Татић              | Поп 1                       |
| Предраг Милинковић       | Виолиниста                  |
| Столe Новаковић          | Крaјскомандант              |
| Љубо Шкиљeвић            | Поп 2                       |
| Стеван Крунић            | Добошар                     |
| Милутин Мићовић          | Пуковник                    |
| Богдан Михајловић        | Официр југословенске војске |
| Катица Жeли              | Власница преноћишта         |
| Живота Брадић            | Сладолеџија                 |
| Љиља Ђоговић             | Госпођица                   |
| Радмила Гутeшa           | Преводилац                  |
| Ванeсa Ојданић           | Женска 1                    |
| Драгомир Станојевић      | Немачки официр Анци         |
| Петар Лупа               | Послаников отац             |
| Горан Марковић           | Посланик                    |
| Јулиус Зaгони            | Аркaдо                      |
| Загорка Петровић         | Женска 2                    |
| Бранимир Перић           | Путник                      |
| Бранко Стевановић        | Кочијаш                     |
| Славољуб Плавшић         | Немачки официр              |
| Хајдана Балетић          | Леа                         |

## Награде
Филм је 1983. године добио награду за најбољи сценарио на Фестивалу филмског сценарија у Врњачкој Бањи.

## Културно добро
Југословенска кинотека је, у складу са својим овлашћењима на основу Закона о културним добрима, 28. децембра 2016. године прогласила сто српских играних филмова (1911-1999) за културно добро од великог значаја. На тој листи се налази и филм "Балкан експрес".